# Günther Seiffert
Günther Seiffert (18 oktober 1937 – 11 november 2020) was een Duits autocoureur. Hij nam deel aan zijn thuisrace in 1962 voor het team Lotus, maar wist zich niet te kwalificeren en scoorde zo geen punten voor het wereldkampioenschap Formule 1.